# Melanospermum swazicum
Melanospermum swazicum är en flenörtsväxtart som beskrevs av O.M. Hilliard. Melanospermum swazicum ingår i släktet Melanospermum och familjen flenörtsväxter. Inga underarter finns listade i Catalogue of Life.